# ARC (band)
ARC is een band op het gebied van elektronische muziek.
ARC bestaat uit slechts twee leden: Ian Boddy en Mark Shreeve. De band is opgericht in 1998. De meeste albums van ARC verschijnen op het privéplatenlabel van Boddy: DIN. Boddy en Shreeve zijn beide bekend uit de scene van elektronische muziek; geven soloalbums uit en zijn betrokken bij allerlei andere bands binnen dat genre. Schreeve speelt bijvoorbeeld in Redshift; op het album Redshift IX - Last van die groep speelt Boddy ook al mee. De muziek van ARC is meer ritmisch dan de meer melodieuzere Redshift. In oktober 2013 verzorgde de band haar vijfde optreden sinds de oprichting.
Met het overlijden van Mark Shreeve in 2022 kwam een eind aan ARC.

## Discografie
- 1998: Octane
- 2000: Radio Sputnik
- 2003: Blaze
- 2005: Arcturus
- 2007: Fracture
- 2010: Rise, digitaal album, liveopnamen van concert voor Star's End Radio Show 15 november 2009
- 2010: Church
- 2014: Umbra
- 2015: Arclight, digitaal album, opnamen concert Capstone, Liverpool, 13 november 2024
- 2017: Fleet
- 2024: Chronicle